# Пичаевский сельсовет (Жердевский район)
Пичаевский сельсовет — сельское поселение в Жердевсков районе Тамбовской области Российской Федерации.
Административный центр — село Пичаево.

## История
В соответствии с Законом Тамбовской области от 17 сентября 2004 года № 232-З установлены границы муниципального образования и статус сельсовета как сельского поселения.

## Население
| 2010  | 2012  | 2013  | 2014  | 2015  | 2016  | 2017  |
| ----- | ----- | ----- | ----- | ----- | ----- | ----- |
| 1639  | ↘1569 | ↗1601 | ↘1487 | ↘1431 | ↘1385 | ↘1371 |
| 2018  | 2019  | 2020  | 2021  |       |       |       |
| ↘1338 | ↘1297 | ↘1234 | ↗1242 |       |       |       |

## Состав сельского поселения
| № | Населённый пункт | Тип населённого пункта       | Население |
| - | ---------------- | ---------------------------- | --------- |
| 1 | Липовка          | село                         | ↘387      |
| 2 | Питим            | село                         | ↘397      |
| 3 | Пичаево          | село, административный центр | ↘855      |

### Упразднённые населённые пункты
Село Артёмовка.